# Supercoppa portoghese 2015 (pallavolo femminile)
La Supercoppa portoghese 2015 si è svolta il 3 ottobre 2015: al torneo hanno partecipato due squadre di club portoghesi e la vittoria finale è andata per la prima volta al Famalicão.

## Regolamento
Le squadre hanno disputato una gara unica.

## Squadre partecipanti
| Squadra    | Qualificazione                                                    | Ultima partecipazione |
| ---------- | ----------------------------------------------------------------- | --------------------- |
| Porto 2014 | Vincitrice Primeira Divisão 2014-15 e Coppa di Portogallo 2014-15 | Debutto               |
| Famalicão  | Finalista Coppa di Portogallo 2014-15                             | Debutto               |

## Torneo
| 3 ottobre 2015 Pavilhão Gimnodesportivo de Vila Flor, Vila Flor Durata: 1h:20 - Spettatori: ? | Porto 2014 | 0 - 3 | Famalicão | 25-21, 25-17, 25-21 |